# Пенински Алпи
Пенински Алпи (лат. Alpes Poeninae) била је мала римска алпска провинција, која је обухватала подручје дашње италијанске регије Вал д Аоста и кантона Вале у Швајцарској. Најјаче локално  племе су били Саласи. Њихову територију је анексирао цар Октавијан Август 15. године п. н. е. Главни град провинције је био Августа Преторија Саласорум (Augusta Praetoria Salassorum), данашња Аоста.